# Баджитпур (подокруг)
Баджитпур (бенг. বাজিতপুর, англ. Bajitpur) — подокруг на северо-востоке Бангладеш в составе округа Кишоргандж. Образован в 1835 году. Административный центр — город Баджитпур. Площадь подокруга — 193,76 км². По данным переписи 1991 года численность населения подокруга составляла 197 081 человек. Плотность населения равнялась 1017 чел. на 1 км². Уровень грамотности населения составлял 22,1 %. Религиозный состав: мусульмане — 87,49 %, индуисты — 12,51 %.